# Smitipsylla prodigiosa
Smitipsylla prodigiosa är en loppart som beskrevs av Smit 1975. Smitipsylla prodigiosa ingår i släktet Smitipsylla och familjen fågelloppor. Inga underarter finns listade i Catalogue of Life.